# Bahnstrecke Neukieritzsch–Pegau
| Strecke                                                   |       | von Chemnitz                          | von Chemnitz                          |
| Abzweig geradeaus und von links                           |       | von Hof                               | von Hof                               |
| Bahnhof                                                   | 0,00  | Neukieritzsch früher Kieritzsch       | 144 m                                 |
| Kilometer-Wechsel                                         | 0,45  | (Streckenanfang)                      | (Streckenanfang)                      |
| Strecke mit Straßenbrücke                                 | 0,50  | Bundesstraße 176                      | 142 m                                 |
| Abzweig ehemals geradeaus und nach rechts                 |       | nach Leipzig                          | nach Leipzig                          |
| Bahnübergang (Strecke außer Betrieb)                      | 1,30  | Staatsstraße 71                       | 145 m                                 |
| Kreuzung geradeaus unten (Strecken außer Betrieb)         | 1,42  | Grubenbahn                            | 145 m                                 |
| Haltepunkt / Haltestelle (Strecke außer Betrieb)          | 3,50  | Droßdorf (ehem. Bf)                   | 151 m                                 |
| Haltepunkt / Haltestelle (Strecke außer Betrieb)          | 5,04  | Pödelwitz (ehem. Bf)                  | 145 m                                 |
| Haltepunkt / Haltestelle (Strecke außer Betrieb)          | 6,93  | Großstolpen (ehem. Bf)                | 140 m                                 |
| Brücke (Strecke außer Betrieb)                            | 7,31  | Schnauderbrücke (32 m)                | Schnauderbrücke (32 m)                |
| Brücke (Strecke außer Betrieb)                            | 9,34  | Brücke Schlumperbach (32 m)           | Brücke Schlumperbach (32 m)           |
| Abzweig geradeaus und von links (Strecke außer Betrieb)   |       | von Meuselwitz                        | von Meuselwitz                        |
| Bahnhof (Strecke außer Betrieb)                           | 10,43 | Groitzsch                             | 135 m                                 |
| Abzweig geradeaus und nach rechts (Strecke außer Betrieb) |       | nach Gaschwitz                        | nach Gaschwitz                        |
| Brücke (Strecke außer Betrieb)                            | 11,95 | Flutbrücke (76 m)                     | Flutbrücke (76 m)                     |
| Brücke (Strecke außer Betrieb)                            | 13,20 | Flutbrücke (67 m)                     | Flutbrücke (67 m)                     |
| Brücke (Strecke außer Betrieb)                            | 13,30 | Flutbrücke (22 m)                     | Flutbrücke (22 m)                     |
| Brücke (Strecke außer Betrieb)                            | 13,35 | Brücke Weiße Elster (36 m)            | Brücke Weiße Elster (36 m)            |
| Brücke (Strecke außer Betrieb)                            | 13,50 | Brücke Elstermühlgraben (22 m)        | Brücke Elstermühlgraben (22 m)        |
| Haltepunkt / Haltestelle (Strecke außer Betrieb)          | 13,78 | Pegau Ost                             | 130 m                                 |
| Blockstelle (Strecke außer Betrieb)                       | 13,98 | Abzw Pegau Ost                        | 130 m                                 |
| Abzweig geradeaus und nach rechts (Strecke außer Betrieb) |       | Verbindungskurve nach Abzw Zauschwitz | Verbindungskurve nach Abzw Zauschwitz |
| Abzweig ehemals geradeaus und von rechts                  |       | von Leipzig-Leutzsch                  | von Leipzig-Leutzsch                  |
| Kilometer-Wechsel                                         | 14,82 | (Streckenende)                        | (Streckenende)                        |
| Bahnhof                                                   | 15,12 | Pegau                                 | 135 m                                 |
| Strecke                                                   |       | nach Probstzella                      | nach Probstzella                      |

| Strecke                                                  |        | von Leipzig-Leutzsch       | von Leipzig-Leutzsch |
| Kilometer-Wechsel                                        | -0,021 | (Streckenanfang)           | (Streckenanfang)     |
| Blockstelle                                              | 0,000  | Abzw Zauschwitz (jetzt Bk) | 135 m                |
| Abzweig ehemals geradeaus und nach rechts                |        | nach Probstzella           | nach Probstzella     |
| Brücke über Wasserlauf (Strecke außer Betrieb)           | 1,350  | Kleiner Flößgraben         | 133 m                |
| Abzweig geradeaus und von rechts (Strecke außer Betrieb) |        | von Pegau                  | von Pegau            |
| Blockstelle (Strecke außer Betrieb)                      | 1,734  | Abzw Pegau Ost             | 130 m                |
| Strecke (außer Betrieb)                                  |        | nach Neukieritzsch         | nach Neukieritzsch   |

Die Bahnstrecke Neukieritzsch–Pegau war eine Nebenbahn in Sachsen. Sie verlief von Neukieritzsch über Groitzsch nach Pegau.

## Geschichte
Um die Jahrhundertwende war der Leipziger Südraum mit seiner Braunkohleindustrie schon flächendeckend mit Eisenbahnstrecken erschlossen. Mit den Verbindungen Leipzig–Gera, Gaschwitz–Meuselwitz und Leipzig–Hof bestanden gleich drei Strecken, die in geringem räumlichen Abstand von Leipzig nach Süden verliefen. Eine Querverbindung bestand jedoch erst auf thüringischem Territorium mit der Strecke Zeitz–Altenburg. Für den Kohleverkehr wurde jedoch noch eine weiter nördlich gelegene Querverbindung als nötig erachtet. Besonders Pegau und Groitzsch hatten Interesse an einer solchen Strecke.
Am 28. November 1907 begannen die Bauarbeiten, eröffnet wurde sie am 1. Oktober 1909. Nach dem Zweiten Weltkrieg wurde die Bahnstrecke als Reparationsleistung teilweise abgebaut. Somit ruhte der Verkehr seit 1947. Der 1956 begonnene Wiederaufbau endete mit der Wiederinbetriebnahme im folgenden Jahr. Dabei erhielten die wieder eröffneten Haltepunkte Droßdorf, Pödelwitz, Großstolpen und Pegau Ost neue Empfangsgebäude.
Nach der politischen Wende im Osten Deutschlands 1989 verlor die Strecke recht rasch ihre Bedeutung im Personen- und Güterverkehr. Der Reiseverkehr wurde am 1. Juni 1997 eingestellt. Am 21. Juni 1999 wurde die Stilllegung durch das Eisenbahnbundesamt genehmigt. Juristisch vollzogen wurde sie am 31. August 1999.
Zwischen Neukieritzsch und Pödelwitz wurde die frühere Strecke inzwischen vom Tagebau Vereinigtes Schleenhain überbaggert. Zwischen Pödelwitz und Großpriesligk entstand in zwei Abschnitten ein Radweg auf der Trasse, der wegen des parallelen Verlaufs zur Bundesstraße 176 größtenteils vom Bund finanziert wurde. Einen Teil des Bahndamms im Bereich der Bundesstraße 2 kaufte die Stadt Pegau, um das Wohngebiet Ratsziegelei besser vor Hochwasser schützen zu können. Die übrigen Flächen gehören der Roth AG.

## Streckenbeschreibung

### Verlauf
Ausgehend vom Bahnhof Kieritzsch (seit 1936: Bahnhof Neukieritzsch) an der Bahnstrecke Leipzig–Hof verlief die Bahnstrecke gen Westen in Richtung Groitzsch. Zwischen Neukieritzsch und Pödelwitz wurde die Bahnstrecke inzwischen durch den Tagebau Vereinigtes Schleenhain zerstört. Zwischen Großstolpen und Cöllnitz wurde die Schnauder passiert. In Groitzsch bog die Trasse von Südosten in die Bahnstrecke Gaschwitz–Meuselwitz ein. Nachdem der Bahnhof Groitzsch passiert war, trennten sich die beiden Bahnstrecken wieder. Dabei verlief die Neukieritzsch–Pegauer Strecke weiter gen Westen. Nach dem Überqueren der Schwennigke und der Weißen Elster mündete die Trasse im Bahnhof Pegau in die Bahnstrecke Leipzig–Probstzella ein.

### Betriebsstellen
Neukieritzsch ⊙

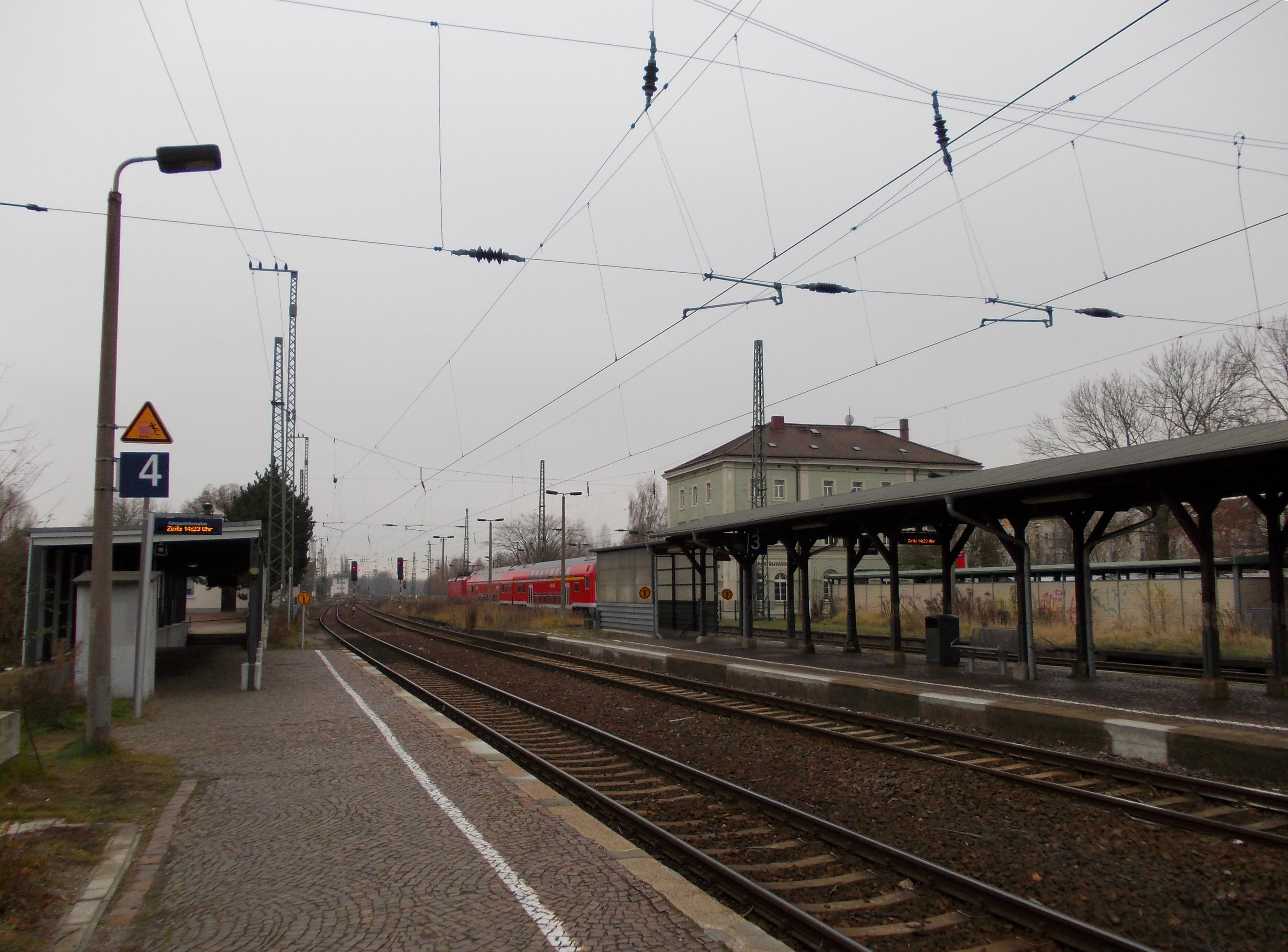
Bahnhof Neukieritzsch

Der Bahnhof Neukieritzsch (bis 3. Oktober 1936 nur Bahnhof Kieritzsch) wurde 1842 zusammen mit dem Teilstück Leipzig–Altenburg der Bahnstrecke Leipzig–Hof eröffnet, die ersten Schienen lagen hier schon seit 1841. In unmittelbarer Nähe entwickelte sich eine eigene Eisenbahnsiedlung, da die namensgebende Ortschaft Kieritzsch etwa 3 km entfernt lag. Allerdings lag der Bahnhof noch auf der Flur von Kahnsdorf und Pürsten, beide Ortschaften lehnten aber die Benennung nach ihrer Gemeinde ab. Schon bei der Betriebseröffnung waren in Kieritzsch Reparaturanlagen vorhanden, mit Eröffnung der Strecken nach Borna (1867; 1872 nach Chemnitz verlängert) und nach Pegau (1909 eröffnet) entwickelte sich der Bahnhof in den nachfolgenden Jahrzehnten zu einem kleinen Eisenbahnknoten.
Rund um die Station entstand durch den Braunkohlenabbau ein dichtes Werkbahnnetz. Nach 1945 stiegen die Verkehrsleistungen insbesondere im Güterverkehr weiter, so dass der Bahnhof umfassend erweitert werden musste. Mittlerweile wurde die Station bis auf wenige Gleise zurückgebaut. Der Reiseverkehr in Richtung Pegau über Groitzsch wurde am 1. Juni 1997 eingestellt.
Droßdorf ⊙

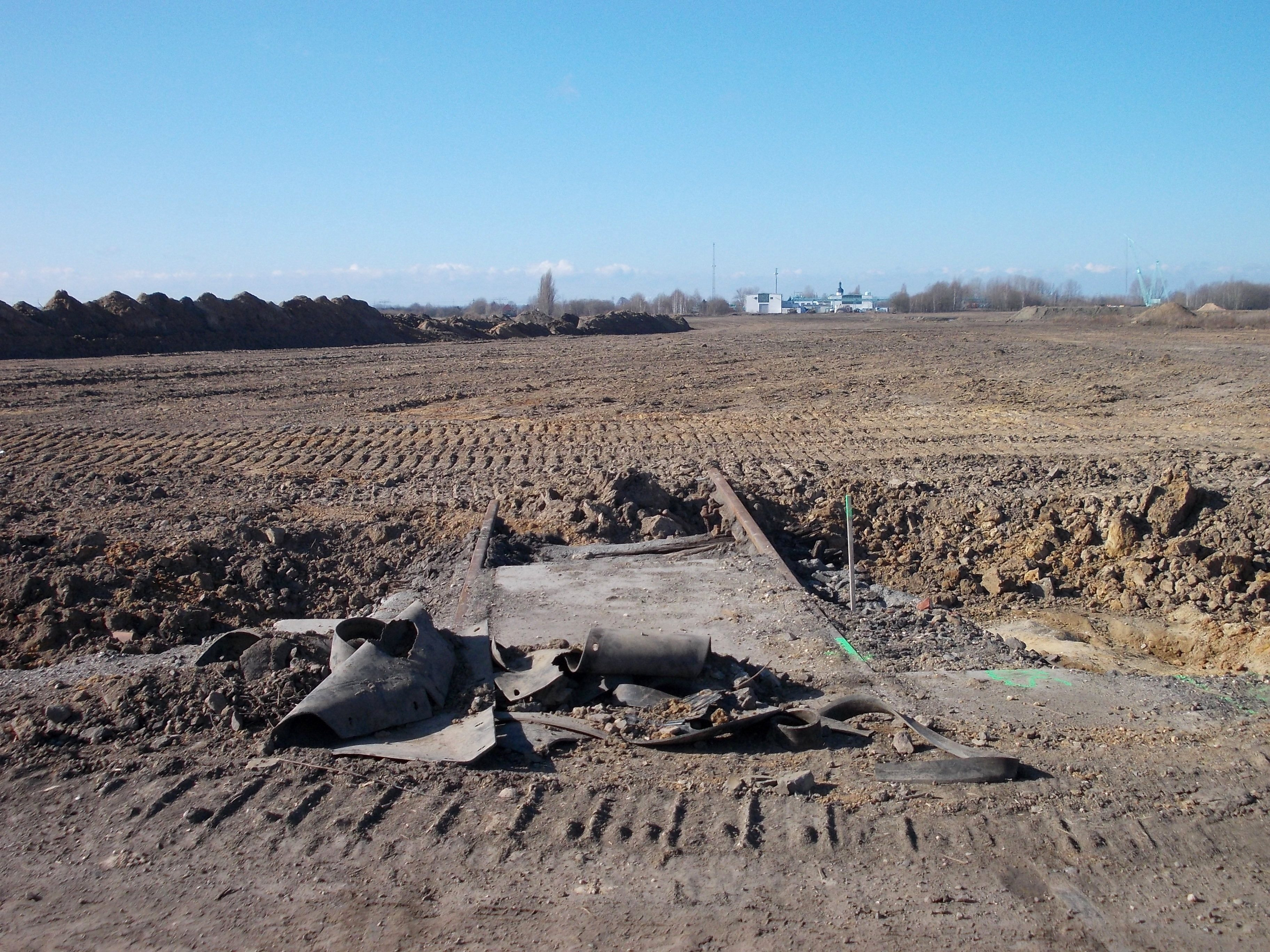
Gleisrest beim ehemaligen Bahnhof Droßdorf

Der Bahnhof Droßdorf ging mit Eröffnung der Bahnstrecke am 1. Oktober 1909 in Betrieb. 1933 erfolgte die Herabstufung zur Haltestelle, später zum Haltepunkt. 1947 erfolgte die Schließung der Verkehrsstation. Nach der Wiederinbetriebnahme im Jahr 1957 erhielt sie auch ein Empfangsgebäude.
Das südlich der Station gelegene Droßdorf musste in den Jahren 1982 bis 1983 dem Braunkohleabbau durch den Tagebau Schleenhain weichen. Die Devastierung von Droßdorf überlebte einzig der Bahnhof, eine Schäferei und die etwas nördlich gelegene Ziegelei.
Mit der Stilllegung der Bahnstrecke Neukieritzsch–Pegau am 1. Juni 1997 verlor die Station ihre Bedeutung. 1998 erfolgte der Abriss aller Hochbauten auf dem Gelände der Station Droßdorf, d. h. das u. a. des Stellwerks und des Empfangsgebäudes aus dem Jahr 1957. Teile der früheren Bahnstrecke wurden inzwischen vom Tagebau Vereinigtes Schleenhain überbaggert.
Pödelwitz ⊙

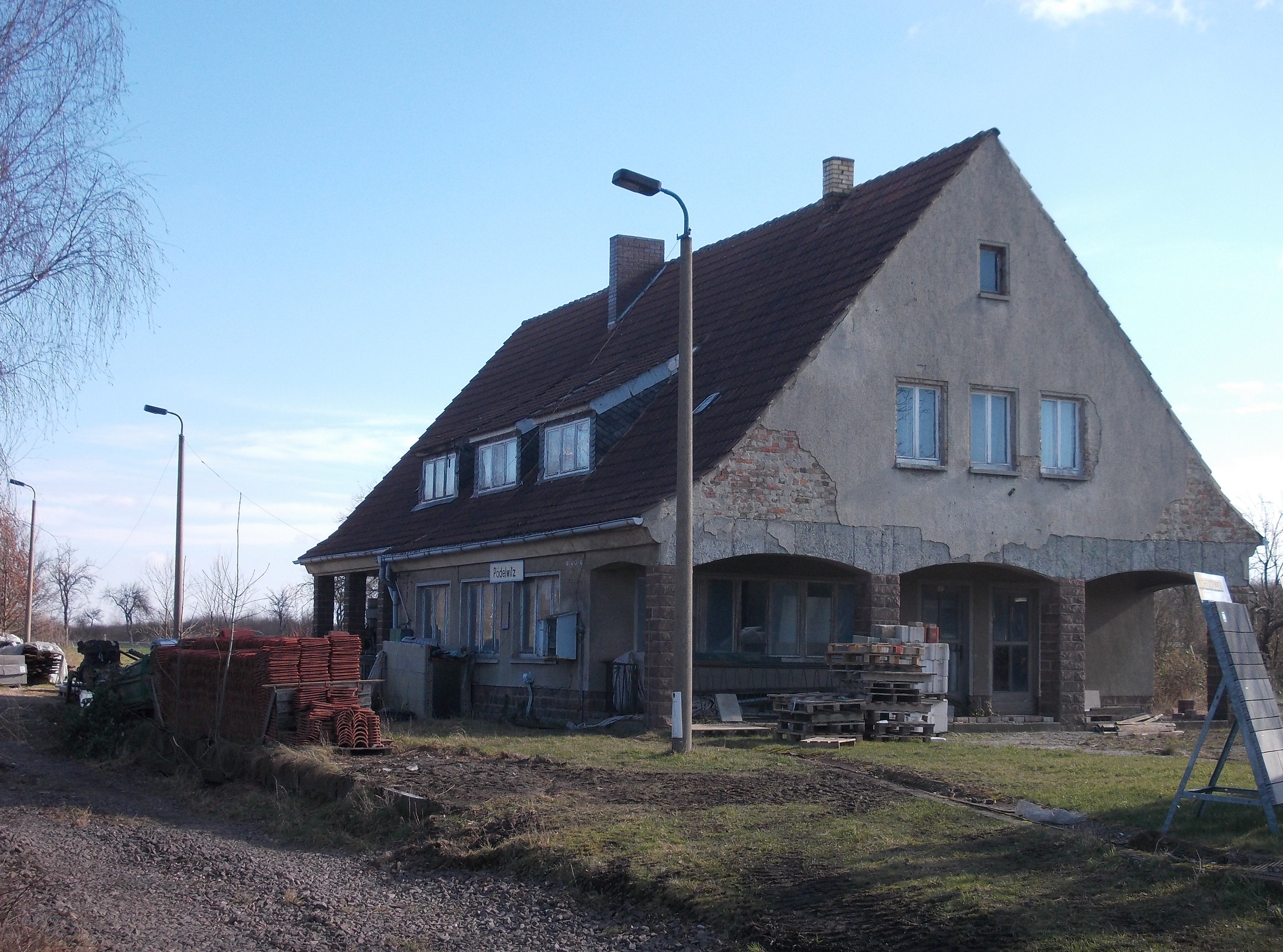
Bahnhof Pödelwitz, Empfangsgebäude

Der Haltepunkt Pödelwitz ging mit Eröffnung der Bahnstrecke am 1. Oktober 1909 in Betrieb. 1947 erfolgte die Schließung der Verkehrsstation. Nach der Wiederinbetriebnahme am 29. September 1957 erhielt sie auch ein Empfangsgebäude und wurde zum Bahnhof gewidmet. 1990 erfolgte die Zurückstufung zum Haltepunkt.
Mit der Stilllegung der Bahnstrecke Neukieritzsch–Pegau am 1. Juni 1997 ging die Station außer Betrieb. Das Empfangsgebäude ist am Standort im Süden des Orts Pödelwitz noch vorhanden. Im Zuge der Erweiterung des Tagebaus Vereinigtes Schleenhain wurde die Ortslage Pödelwitz als „Vorbehaltsgebiet“ ausgewiesen. Im Jahr 2012 entschied sich die Mehrheit der Pödelwitzer für eine freiwillige Umsiedlung, die in den folgenden Jahren nach entsprechenden Angeboten der MIBRAG durchgeführt wurde. Das Bahnhofsgebäude wurde zwischen den Jahren 2018 und 2019 von Klimaaktivisten genutzt. Durch den Kohleausstieg bleibt die Ortslage Pödelwitz und der Bahnhof erhalten.
Großstolpen ⊙

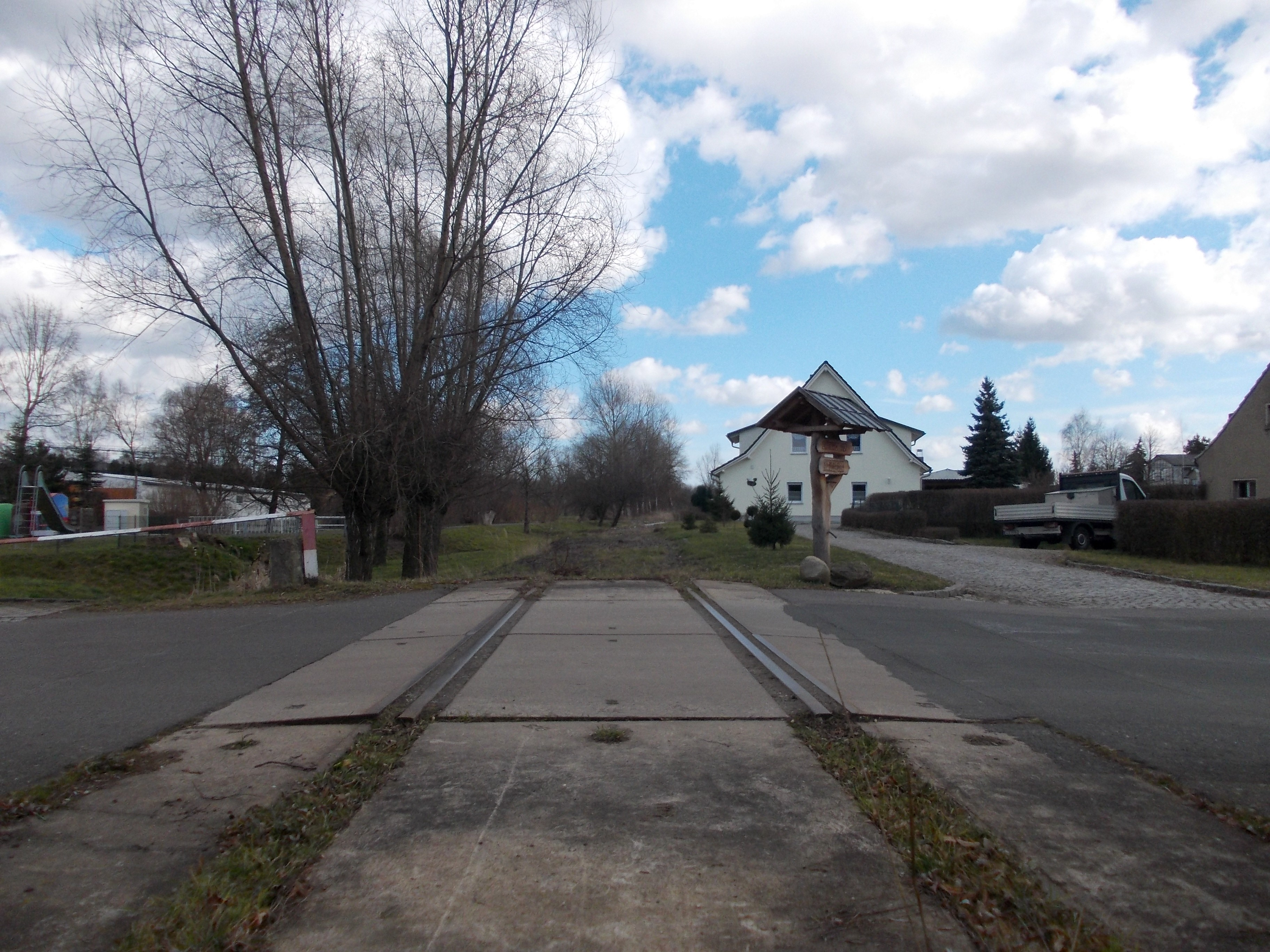
Bahnhof Großstolpen nach der Stilllegung

Der Bahnhof Großstolpen wurde unter dem Namen Groß- und Kleinstolpen am 1. Oktober 1909 eröffnet. Nachdem die Station im Jahr 1933 zur Haltestelle zurückgestuft wurde, erfolgte nach der Eingemeindung von Kleinstolpen (1. April 1934) am 7. Oktober 1934 die Umbenennung in Großstolpen. 1947 erfolgte die Schließung der Verkehrsstation. Die Wiederinbetriebnahme erfolgte am 28. April 1958. Aus dieser Zeit stammt auch das bis heute erhaltene Empfangsgebäude. In der Folgezeit war Großstolpen nur noch ein Haltepunkt, der mit der Stilllegung der Bahnstrecke Neukieritzsch–Pegau am 1. Juni 1997 außer betrieb ging. Das Bahnhofsgebäude wurde 2006 von Privatpersonen gekauft und saniert.
Groitzsch ⊙
Der Bahnhof Groitzsch wurde als Haltestelle am 7. September 1874 mit der Bahnstrecke Gaschwitz–Meuselwitz eröffnet. 1882 erfolgte die Hochstufung zum Bahnhof. Mit der Eröffnung der Bahnstrecke Neukieritzsch–Pegau am 1. Oktober 1909 wurde der Groitzscher Bahnhof zu einem Knotenpunkt. 1919 erfuhr er eine Erweiterung. Die 1945 durch den Zweiten Weltkrieg erfolgten Beschädigungen konnten bis 1947 repariert werden.
Seit 1957 machte sich der fortschreitende Braunkohleabbau auch im Schienenverkehr bemerkbar. Durch den Tagebau Zwenkau wurde der kurz vorher stillgelegte Abschnitt Gaschwitz–Zwenkau der Bahnstrecke Gaschwitz–Meuselwitz abgetragen. Seit dem 22. Mai 1966 verkehrten Personenzüge nur noch zwischen Groitzsch und Meuselwitz, die allerdings meist von und nach Pegau durchgebunden wurden. Der Reiseverkehr zwischen Groitzsch und Zwenkau wurde nunmehr mit Bussen abgewickelt und die Trasse nur noch im Güterverkehr betrieben. Da sich der Abschnitt Groitzsch–Lucka im Abbaugebiet des 1974 aufgeschlossenen Tagebaus Groitzscher Dreieck befand, stellte man im Jahr 1976 auch auf diesem Abschnitt den Personenverkehr ein.
Somit wurde der Bahnhof Groitzsch im Personenverkehr nur noch auf der Bahnstrecke Neukieritzsch–Pegau bedient, bis dieser am 1. Juni 1997 eingestellt wurde. Am 12. August 1998 wurde die Stilllegung der Strecke Zwenkau–Groitzsch durch das Eisenbahnbundesamt genehmigt, nachdem sie seit Anfang des Jahres auch nicht mehr im Güterverkehr bedient wurde; juristisch vollzogen wurde sie zum 30. September 1998.
Am Standort im Osten von Groitzsch sind das inzwischen sanierte Empfangsgebäude, Güter- und Wirtschaftsgebäude und das Stellwerk B1 erhalten. Das Stellwerk W2 wurde 2013 abgerissen.

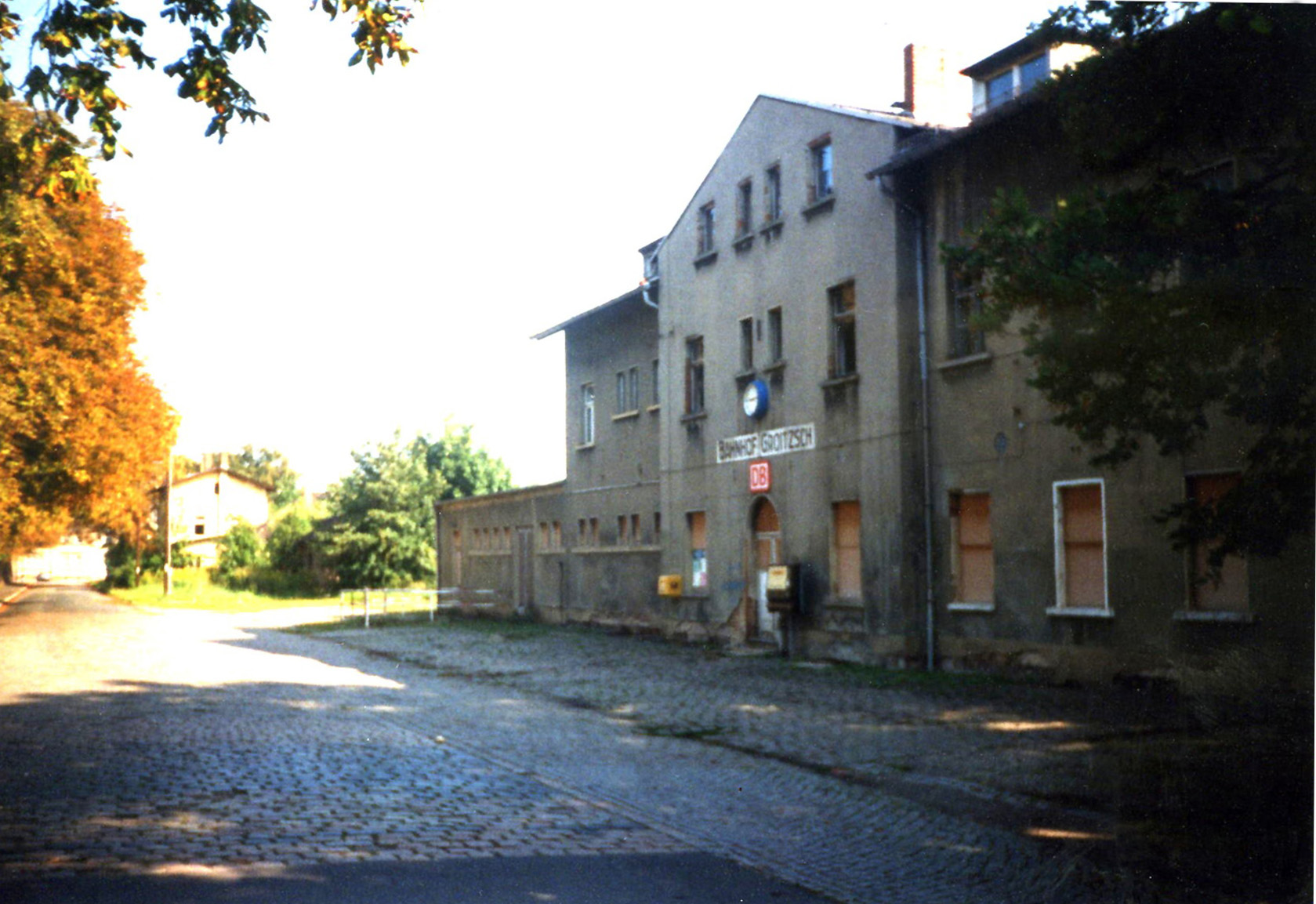
Der Bahnhof Groitzsch kurz nach der Stilllegung (2000)
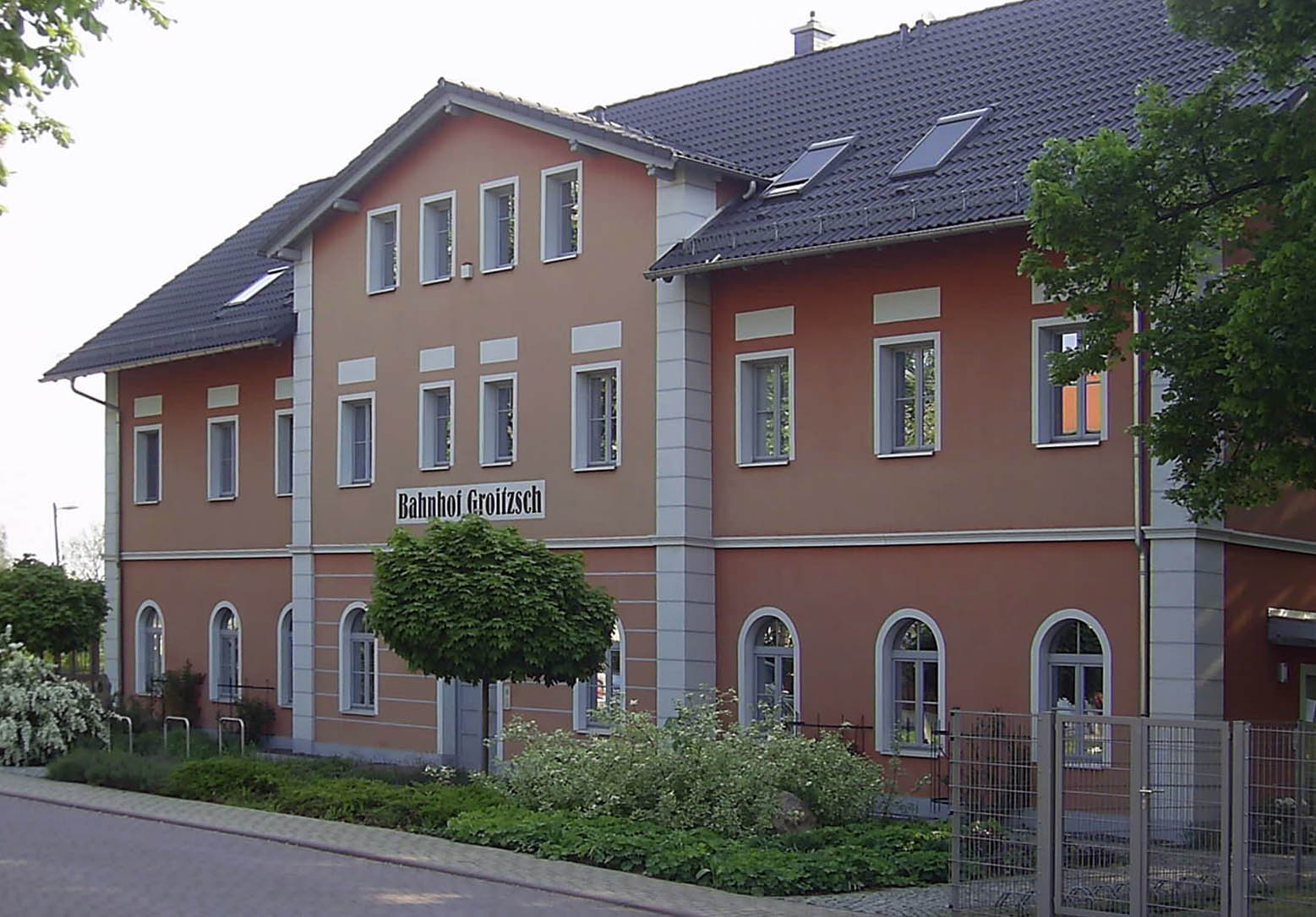
Bahnhof Groitzsch, saniertes Empfangsgebäude (2011)

Pegau Ost ⊙

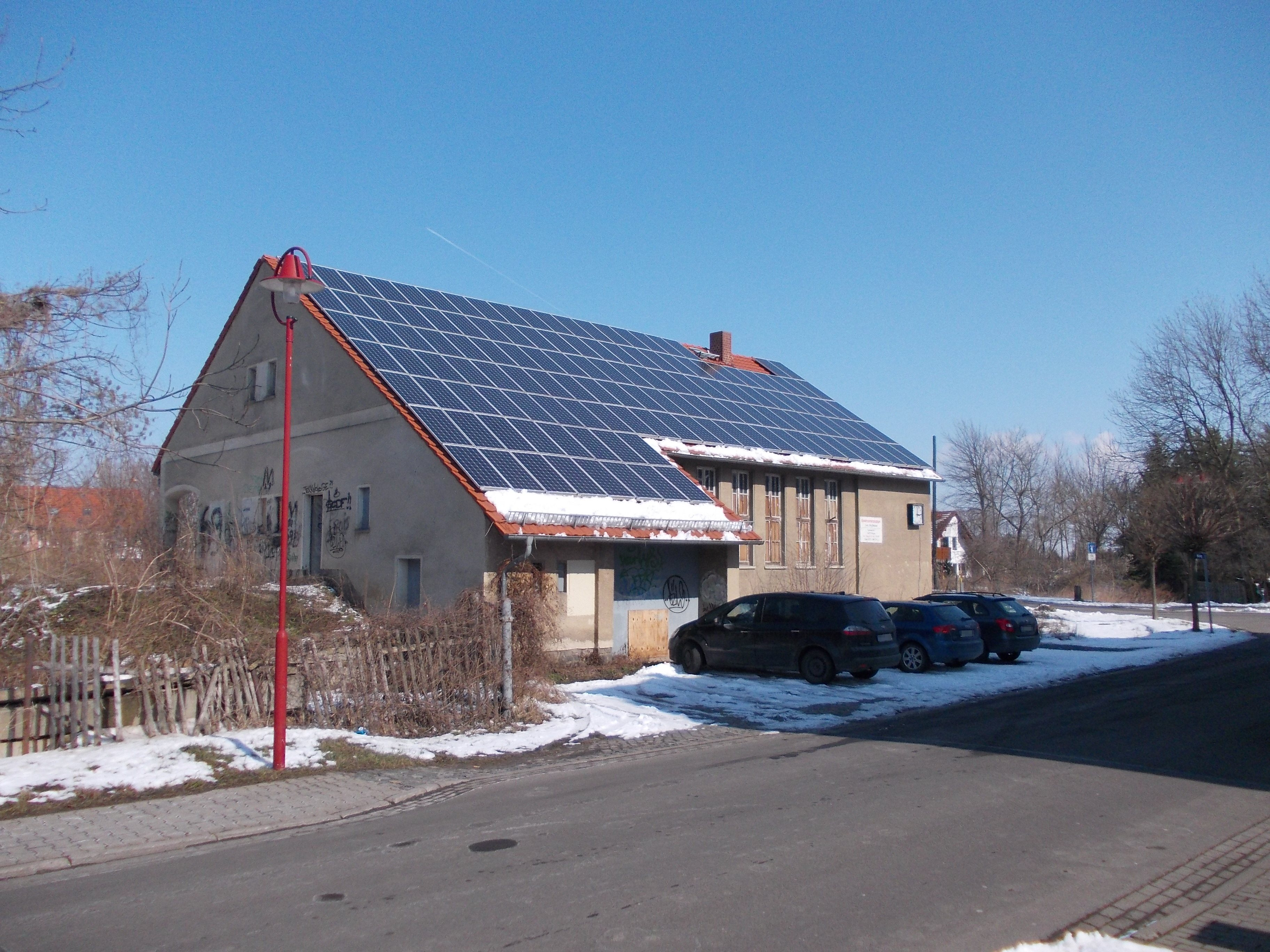
Haltepunkt Pegau Ost

Der Haltepunkt Pegau Ost wurde unter dem Namen Pegau S. St. E. am 1. Oktober 1909 eröffnet. Im gleichen Zug erhielt der folgende, 1873 eröffnete Bahnhof Pegau im Westen der Stadt den Namen Pegau Pr. St. E. Seit Eröffnung der Station besaß sie ein Empfangsgebäude. Sie trug folgende Namen:
- bis 1911: Pegau S. St. E.
- bis 1920: Pegau Sächs Stb.
- bis 1957: Pegau Hp
- seit 1957: Pegau Ost

1947 erfolgte die Schließung der Verkehrsstation Pegau Hp. Am 14. Januar 1957 wurde sie als Haltestelle Pegau Ost wiedereröffnet. Im gleichen Jahr wurden der Neubau des Empfangsgebäudes und das Stellwerk eingeweiht. Später erfolgte die Herabstufung zum Haltepunkt.
Mit der Stilllegung der Bahnstrecke Neukieritzsch–Pegau am 1. Juni 1997 ging die Station außer Betrieb. Das Empfangsgebäude ist am Standort noch vorhanden, das Stellwerk wurde 2012 abgerissen.
Pegau ⊙

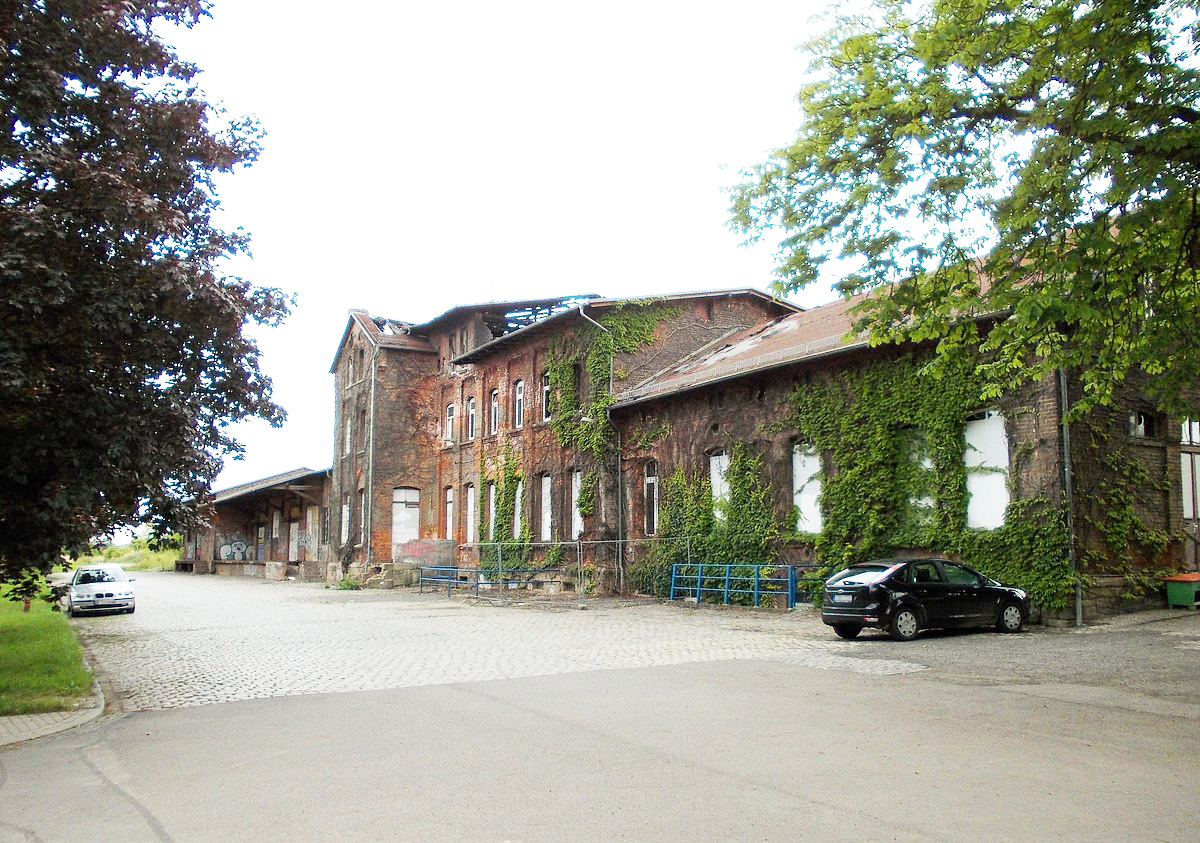
Bahnhof Pegau

Der Bahnhof Pegau wurde am 20. Oktober 1873 mit dem Abschnitt Leipzig–Zeitz der Bahnstrecke Leipzig–Probstzella eröffnet. Mit der Eröffnung der Bahnstrecke Neukieritzsch–Pegau am 1. Oktober 1909 wurde der Bahnhof Pegau Umstiegsbahnhof. Da die Stadt Pegau nun zwei Stationen besaß, bekam der Bahnhof im Westen der Stadt den Namen Pegau Pr. St. E., da er sich an der von den Preußischen Staatseisenbahnen betriebenen Bahnstrecke Leipzig–Probstzella befand. Der neue im Osten von Pegau liegende Haltepunkt an der durch die Königlich Sächsischen Staatseisenbahnen betriebenen Bahnstrecke Neukieritzsch–Pegau erhielt den Namen Pegau S. St. E.
Der Bahnhof Pegau trug folgende Namen:
- bis 1909: Pegau
- bis 1911: Pegau Pr. St. E.
- bis 1920: Pegau Pr Stb.
- seit 1920: Pegau

Mit der Stilllegung der Bahnstrecke Neukieritzsch–Pegau am 1. Juni 1997 verlor der Pegauer Bahnhof seine Bedeutung als Umstiegsbahnhof. Seitdem wird er nur noch von Zügen der Bahnstrecke Leipzig–Probstzella bedient. Das Empfangsgebäude wurde im Jahr 2008 durch Brandstiftung zerstört und 2012 abgerissen.